# Kemonomimi
Kemonomimi (獣耳, lit. "orelha(s) de fera") são personagens de desenhos no estilo do anime que consistem num   de animais, no qual são comuns acessórios como caudas, orelhas ou garras. A forma mais frequente de kemonomimi são nekomimi ("meninas-gatas").